# Brasserie nationale d'Haïti
La Brasserie nationale d'Haïti, S.A., appelée également BRANA, est un producteur de bière des Caraïbes, ainsi que la principale brasserie et embouteilleur d'Haïti. 
La brasserie fabrique la bière populaire Prestige, une des bières produites dans les Caraïbes, dont la popularité a progressivement franchi les frontières nationales en matière de consommation et de commercialisation.

## Historique
L'entreprise fut fondée en 1973 par Michael Madsen, un Haïtien, issu d'une des familles d'industriels les plus riches d'Haïti, venue du Danemark vers la fin des années 1800. 
Depuis sa fondation, sous licence de PepsiCo International, Brana gère la fabrication et la distribution de boissons non alcoolisées telles que les marques Pepsi-Cola et 7 Up.
En 1976, elle lança Prestige, une bière blonde de type lager, la première et jusqu'à présent la seule bière originaire d'Haïti. Ensuite, sous licence de Diageo et de Heineken, elle ajoute à sa gamme de boissons fabriquées, le fameux stout irlandais Guinness ainsi que Malta Heineken plus tard renommée Malta H. Elle est aussi distributeur des boissons alcoolisées importées du groupe Diageo pour Haïti.
Au début du XXIe siècle, Brana commença à fabriquer sa propre gamme de boissons gazeuses sous la marque King Cola ainsi que la boisson énergisante Toro. Elle agrandit encore sa gamme de produits avec l'addition de l'eau en bouteille Crystal Springs.
Le 14 décembre 2011, Heineken annonce publiquement qu'elle prend le contrôle de la Brana en augmentant sa participation de 22,5 % à 95 %.
Brana est membre de l'ADIH.